# Емилио Костић
Емилио Костић (Деспотовац, 1933 — Београд, 8. новембар 2021) био је српски сликар и графичар.

## Биографија
Емилио Костић је магистрирао на Факултету ликовних уметности у Београду у класи професора Бошка Карановића. Излагао је на преко 60 самосталних изложби широм света. Добио је 1987. награду Златна игла.